# Felsővásárd
Felsővásárd (szlovákul Horné Trhovište) község Szlovákiában, a Nagyszombati kerületben, a Galgóci járásban.

## Fekvése
Galgóctól 7 km-re északkeletre fekszik.

## Története
1156-ban Vascard néven Martirius esztergomi érsek oklevelében említik először. Neve a magyar vásár főnévből ered. Az 1332-es pápai tizedjegyzék már említi Szent Bertalan templomát, amely a 13. század elején épült. Lakói főként mezőgazdasággal és szőlőtermesztéssel foglalkoztak.
Fényes Elek szerint "Felső-Vásárd, Nyitra m. tót falu, 350 kath., 4 evang., 7 zsidó lakossal., kath. paroch. templommal; bort termesztenek. F. u. mind kettőben többen. Ut. p. Nagy-Ripény."
A trianoni békeszerződésig Nyitra vármegye Galgóci járásához tartozott.

## Népessége
| Év:            | 1994. | 2004.   | 2014.    | 2024.   |
| -------------- | ----- | ------- | -------- | ------- |
| Emberek száma: | 578   | 548     | 604      | 574     |
| Eltérés:       |       | -5,19 % | +10,21 % | -4,96 % |

| Év:            | 2023. | 2024.   |
| -------------- | ----- | ------- |
| Emberek száma: | 578   | 574     |
| Eltérés:       |       | -0,69 % |

1910-ben 436, túlnyomórészt szlovák lakosa volt.
2001-ben 549 lakosából 546 szlovák volt.
2011-ben 594 lakosából 582 szlovák.

## Nevezetességei
- Szent Bertalan tiszteletére szentelt római katolikus temploma a 13. század elején, 1230 körül épült, mai formáját az 1742-es átépítéskor kapta.
- Hétfájdalmú Szűzanya kápolnája 1760-ban épült.
- Szent Orbán szobor a szőlőhegyen.
- A falu közepén áll a Jeszenszky család kastélya.

## Külső hivatkozások
- Községinfó
- Felsővásárd Szlovákia térképén
- Travelatlas.sk
- E-obce.sk